# Karamatou Fagbohoun
 (mars 2023).
Karamatou Fagbohoun est une femme politique béninoise. Elle est élue maire de la commune d'Adja-Ouèrè au Bénin sur la liste du parti Bloc républicain lors des élections municipales de 2020.

## Biographie

### Parcours politique
Kamaratou Fagbohoun est élue maire de la commune d'Adja-Ouèrè à la suite des élections législatives de juin 2020, poste qu’elle a occupé jusqu'en septembre avant d'être éjectée. Le 24 septembre 2020, elle a été remplacée par Cyrille Adegbola après la reprise de l'élection à la suite de l’invalidation par la Cour suprême d’un siège du Bloc républicain dont elle est issue,. Elle est actuellement conseillère locale.